# Blaue Hortensie (Rilke)

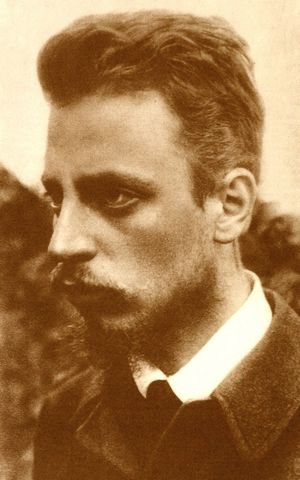
Rainer Maria Rilke, Foto, um 1900

Blaue Hortensie ist der Titel eines Sonetts von Rainer Maria Rilke. Es findet sich im ersten Teil der Neuen Gedichte und gehört zu seinen bekanntesten Dinggedichten. Rilke beschreibt die Blume nicht objektiv, sondern konzentriert sich auf das Widerspiel ihrer Farben und verwendet dabei Metaphern und Vergleiche, mit denen bestimmte Emotionen verbunden sind. Wie für seine mittlere Schaffensperiode typisch, lässt sich in den Versen die Schwebe zwischen präsentem Objekt und dessen Aufhebung im Subjekt feststellen.

## Inhalt
Die fünfhebigen jambischen Verse haben das
Reimschema abba bccb ded fef 
und lauten:

So wie das letzte Grün in Farbentiegeln

sind diese Blätter, trocken, stumpf und rauh,

hinter den Blütendolden, die ein Blau

nicht auf sich tragen, nur von ferne spiegeln.

Sie spiegeln es verweint und ungenau,

als wollten sie es wiederum verlieren,

und wie in alten blauen Briefpapieren

ist Gelb in ihnen, Violett und Grau;

Verwaschenes wie an einer Kinderschürze,

Nichtmehrgetragenes, dem nichts mehr geschieht:

wie fühlt man eines kleinen Lebens Kürze.

Doch plötzlich scheint das Blau sich zu verneuen

in einer von den Dolden, und man sieht

ein rührend Blaues sich vor Grünem freuen.

## Hintergrund und Deutung

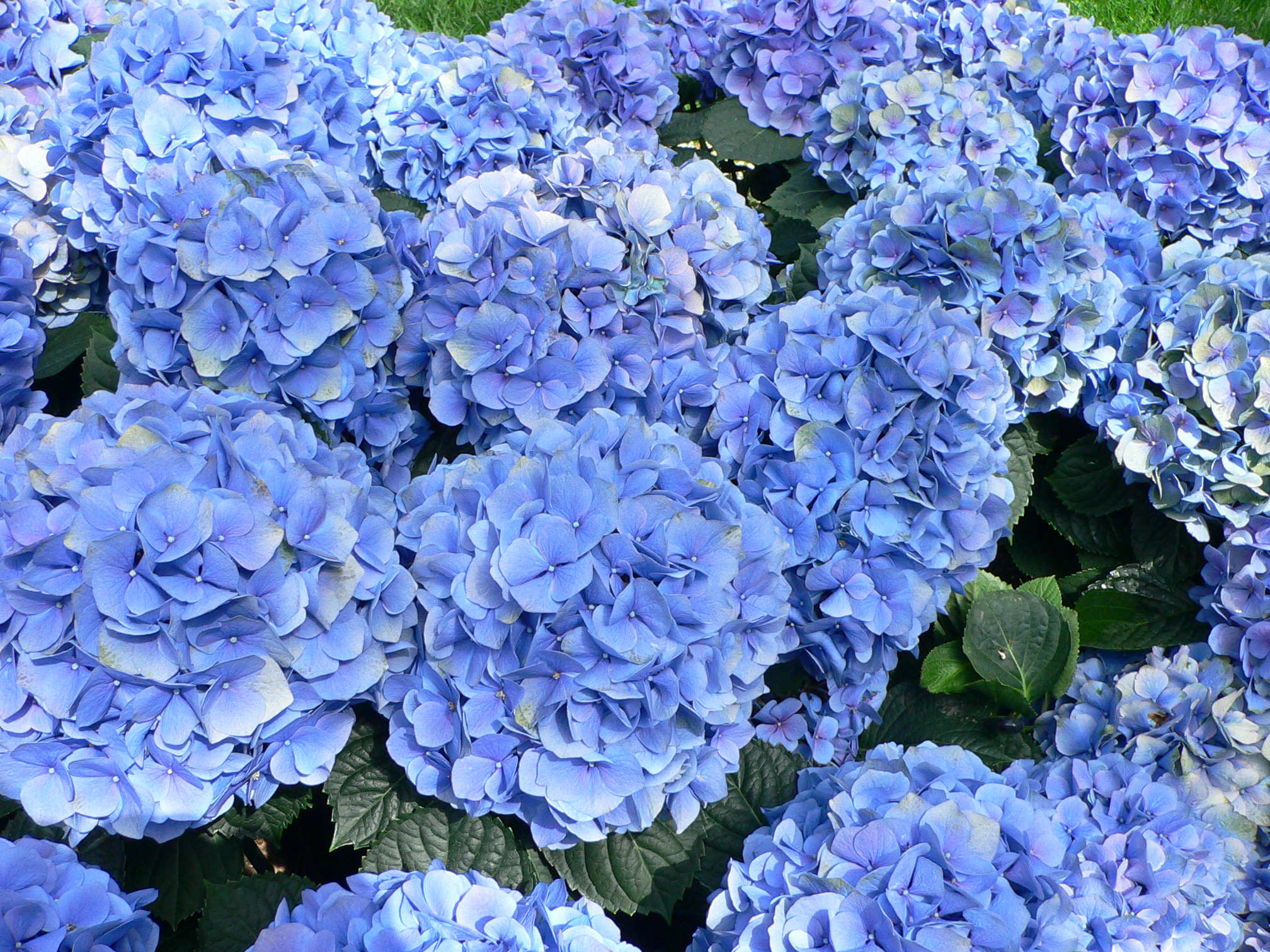
Blau blühende Gartenhortensie

Das Blau gewinnt in diesen Versen eine eigene Qualität und tritt als gleichsam spielende Figur auf die Bühne, um dem Gegenspieler Grün nur eine Nebenrolle zuzugestehen.
Die Farben, die für Rilke (während seiner Pariser Zeit mit Auguste Rodin und der Auseinandersetzung mit dem Werk Paul Cézannes) immer wichtiger wurden, zeigen in diesem Gedicht gegenüber den Objekten eine eigenständige Bedeutung: Nicht die Hortensie, sondern das Blau ihrer Blüten und das Grün ihrer Blätter dringen in das Bewusstsein und wecken Gefühle und Erinnerungen.
Macht das „letzte Grün in Farbentiegeln“ die unschöne Farbe verwelkter Blätter deutlicher, so die „alten blauen Briefpapiere(n)“ mit den beigemischten Farben eine bestimmte Eigenschaft des verblassten Blütenblaus. Indem Rilke die wahrgenommenen Qualitäten der Dinge möglichst präzise zu erfassen versucht, führt er gleichzeitig von ihnen weg und dringt in einen Bereich von Emotionen vor, die sich überraschend aussprechen: „wie fühlt man eines kleinen Lebens Kürze“, ein Ausruf, der für die Neuen Gedichte selten ist.
Im letzten Terzett belebt Rilke das Blau, das sich verjüngen und „freuen“ kann. Das Adjektiv „rührend“ wie das Verb „freuen“ sind emotiver Natur und betonen die Gefühlsmomente des Geschehens.
Trotz aller Subjektivierung schweift Rilke in den Neuen Gedichten nicht gänzlich ins Assoziative ab, sondern richtet seinen Blick schließlich wieder auf den Gegenstand. So zeigen die deiktischen Pronomen in dem Gegenstück Rosa Hortensie („in diesen Dolden“, „das Rosa“), wie deutlich er sich auf etwas Bestimmbares vor ihm bezieht. Der Dingbezug wird im zweiten Teil (Der Neuen Gedichte anderer Teil) nicht aufgegeben, wenn er auch vielfach schwächer ist als im ersten.
Wolfgang Müller widerspricht der Interpretation Käte Hamburgers, die in der Blauen Hortensie Edmund Husserls „Verfahren phänomenologischer Reduktion“ zu erkennen glaubte und für die das Blau vollständig von der Blume getrennt werde, um als Eidos im Bewusstsein zurückzubleiben. Das plötzliche Aufleuchten am Ende existiere nur als Kontrast zu den verblassenden Farben, die am Anfang dargestellt würden und sei noch immer an die Dolden gebunden.